# Rarities (album av Roxette)
Rarities är ett samlingsalbum av den svenska popduon Roxette, släppt 1995.
Albumet är en samling av B-Sidor och låtar som tidigare endast varit tillgängliga på CD-singlar, framtagen inför turnén i Asien 1995. Tre av låtarna är liveinspelningar från MTV Unplugged..

## Låtlista
1. "Vulnerable" [single version]
2. "Fingertips '93"
3. "Dressed For Success" [Look Sharp! U.S. mix]
4. "Joyride" [MTV Unplugged version]
5. "The Look" [MTV Unplugged version]
6. "Dangerous" [MTV Unplugged version]
7. "The Sweet Hello, The Sad Goodbye"
8. "The Voice"
9. "Almost Unreal" [Demo / February '93]
10. "Fireworks" [Jesus Jones Remix]
11. "Spending My Time" [Electric Dance Remix]
12. "One Is Such A Lonely Number" [Demo / September '87]

## Medverkande

### Vulnerable
Text och musik av Per Gessle. Publicerad av Jimmy Fun Music.
Fullängdsversionen finns med på musikalbumet "Crash! Boom! Bang!" från 1994.
Producerad av Clarence Öfwerman. Inspelad i Mayfair Studios, London, England och EMI Studios, Stockholm, Sverige during 1993. Tekniker: Alar Suurna och Anders Herrlin. Mixad i EMI Studios, Stockholm, Sverige av Per Gessle, Alar Suurna och Clarence Öfwerman.

### Fingertips '93
Text och musik av Per Gessle. Publicerad av Jimmy Fun Music.
Släppt på singel (Sida A), februari 1993.
Producerad av Clarence Öfwerman. Inspelad i Nas Nuvens Studio, Rio de Janeiro, Brasilien i maj 1992 och EMI Studios, Stockholm, Sverige, i december 1992. Tekniker: Paulo Janqueiro, Alar Suurna och Anders Herrlin. Mixad i EMI Studios, Stockholm, Sverige av Per Gessle, Anders Herrlin, Alar Suurna och Clarence Öfwerman.

### Dressed for Success
Text och musik av Per Gessle. Publicerad av Jimmy Fun Music.
Släppts som bonusspår på 4-spåriga cd-singeln "Dressed for Success", juli 1989.
Producerad av Clarence Öfwerman. Inspelad i EMI Studios, Stockholm, Sverige i början av 1988. Tekniker: Alar Suurna. Remix av Chris Lord-Alge.

### Joyride
Text och musik av Per Gessle. Publicerad av Jimmy Fun Music.
Släppt som sida B på singeln "Crash! Boom! Bang!", maj 1994.
Producerad av Roxette och Clarence Öfwerman. Inspelad live åt MTV Unplugged på Cirkus, Stockholm, Sverige, 9 januari 1993. Tekniker: Alar Suurna. Mixad i EMI - Medley Studios, Köpenhamn, Danmark av Per Gessle, Alar Suurna och Clarence Öfwerman.

### The Look
Text och musik av Per Gessle. Publicerad av Jimmy Fun Music.
Släppt som sida B på singeln "Sleeping in My Car", mars 1994.
Producerad av Roxette och Clarence Öfwerman. Inspelad live åt MTV Unplugged på Cirkus, Stockholm, Sverige, 9 januari 1993. Tekniker: Alar Suurna. Mixad i EMI - Medley Studios, Copenhagen, Denmark av Per Gessle, Alar Suurna och Clarence Öfwerman.

### Dangerous
Text och musik av Per Gessle. Publicerad av Jimmy Fun Music.
Släppt som sida B på singeln "Fireworks", augusti 1994.
Producerad av Roxette och Clarence Öfwerman. Inspelad live åt MTV Unplugged på Cirkus, Stockholm, Sverige, 9 januari 1993. Tekniker: Alar Suurna. Mixad i EMI - Medley Studios, Köpenhamn, Danmark av Per Gessle, Alar Suurna och Clarence Öfwerman.

### The Sweet Hello, The Sad Goodbye
Text och musik av Per Gessle. Publicerad av Jimmy Fun Music.
Släppt som sida B på singeln "Spending My Time", oktober 1991.
Producerad av Clarence Öfwerman. Inspelad i EMI Studios, Stockholm, Sverige 1990. Tekniker: Alar Suurna och Anders Herrlin. Mixad i EMI Studios, Stockholm, Sverige av Per Gessle, Alar Suurna och Clarence Öfwerman.

### The Voice
Text och musik av Per Gessle. Publicerad av Jimmy Fun Music.
Släppt som sida B på singeln "Dressed for Success", juli 1989.
Producerad av Clarence Öfwerman. Inspelad i EMI Studios, Stockholm, Sverige 1988. Tekniker: Alar Suurna. Mixad i EMI Studios, Stockholm, Sverige av Per Gessle, Alar Suurna och Clarence Öfwerman.

### Almost Unreal
Text och musik av Per Gessle. Publicerad av Jimmy Fun Music.
Släppt som bonusspår på 4-spåriga cd-singeln "Run to You", november 1994.
Producerad av Per Gessle. Inspelad i Tits & Ass Studio, Halmstad, Sverige, February 1993. Tekniker: M.P. Persson. Mixad i Tits & Ass Studio, Halmstad, Sverige av Per Gessle och M.P. Persson.

### Fireworks
Text och musik av Per Gessle. Publicerad av Jimmy Fun Music.
Släppt som bonusspår på 4-spåriga cd-singeln "Fireworks", augusti 1994.
Producerad av Clarence Öfwerman. Inspelad i Mayfair Studios, London, England & Capri Digital Studios, Isola di Capri, Italy & EMI Studios, Stockholm, Sverige. Tekniker: Alar Suurna och Anders Herrlin. Remix av Mike Edwards at Olympic Studio #3, London, England, Storbritannien, juni 1994.

### Spending My Time
Text av Per Gessle. Musik av Per Gessle & M.P. Persson. Publicerad av Jimmy Fun Music.
Släppt som bonusspår på 4-spåriga cd-singeln "Spending My Time", oktober 1991.
Producerad av Clarence Öfwerman. Inspelad i EMI Studios, Stockholm, Sverige 1990. Tekniker: Alar Suurna & Anders Herrlin. Remix av M.C. King Carli och Dr. Renault i EMI Studios, Stockholm, Sverige, juli 1991. Sample Supervisors: Metropolitan Hips & Cosmic Chua.

### One is Such a Lonely Number
Text och musik av Per Gessle. Publicerad av Jimmy Fun Music.
Släppt som sida B på singeln "The Big L.", augusti 1991.
Producerad av Clarence Öfwerman. Inspelad i EMI Studios, Stockholm, Sverige i september 1987. Tekniker: Alar Suurna. Mixad i EMI Studios, Stockholm, Sverige av Per Gessle, Alar Suurna och Clarence Öfwerman 1987.
Roxette Rarities- utarbetat av Per Gessle.